# Satélites de Eugenia
O asteroide 45 Eugenia possui dois satélites naturais conhecidos, chamadas de Petit-Prince e S/2004 (45) 1.

## Petit-Prince
Petit-Prince, o satélite maior, foi descoberto no dia 1 de novembro de 1998, pelos astrônomos W. J. Merline, L. M. Close, C. Dumas, C. R. Chapman, F. Roddier, F. Menard, D. C. Slater, G. Duvert, C. Shelton e T. Morgan a partir do Telescópio Canadá-França-Havaí em Mauna Kea, Havaí. Esta foi a primeira vez que um satélite natural de um asteroide foi descoberto por um telescópio situado na superfície terrestre. O satélite é bem menor do que Eugenia, ele possui cerca de 13 km de diâmetro, e leva cinco dias para completar uma órbita em torno dele.
Os descobridores escolheu o nome "Petit-Prince" (formalmente "(45) Eugenia I Petit-Prince"). Este nome refere-se ao filho da imperatriz Eugênia de Montijo, o Príncipe Imperial. No entanto, os descobridores também destinou esse nome a uma alusão ao livro infantil O Pequeno Príncipe de Antoine de Saint-Exupery, que é sobre um príncipe que vive em um asteroide.

## S/2004 (45) 1
S/2004 (45) 1, o satélite menor, foi descoberto cinco anos após a descoberta de Petit-Prince, no dia 14 de fevereiro 2004, pelos astrônomos F. Marchis, M. Baek, P. Descamps, J. Berthier, D. Hestroffer e F. Vachier através da análise de três imagens obtidas em fevereiro 2004 a partir do VLT "Yepun" de 8.2 m no Observatório Europeu do Sul (ESO) localizado em Cerro Paranal, no Chile. Este satélite tem um diâmetro estimado de 6 km.